# 원시모권제의 미신
《원시모권제의 미신: 만들어진 과거는 여성에게 미래를 주지 않는다》(The Myth of Matriarchal Prehistory: Why An Invented Past Will Not Give Women a Future)은 2000년 신시아 엘러가 쓴 책이다. 엘러는 몬트클레어 주립대학교 여성학 및 종교학 교수로, 이 책에서 그녀는 모권제 이론이 19세기 학계에서 만들어진 것이며 1970년대에 마리야 김부타스 이후 제2세대 여성주의가 발굴해낸 것이라고 말한다. 엘러는 모권제 이론은 완전히 잘못되었으며, 이것을 계속 옹호하는 것은 여성주의 아젠다에 해로울 뿐이라고 주장한다.
엘러는 마리야 김부타스의 여성주의 고고학이 20세기 여성주의자들에게 선사시대 모권제의 미신을 형성하는 데 큰 영향을 미쳤다고 말한다. 그녀는 김부타스의 고고학적 발견들이 선사 사회가 모권적이었는지 단순한 모계사회일 뿐이었는지 판명할 만한 충분한 근거를 제공하지 못한다고 주장한다. 그녀는 아버지됨의 역할이 무시된 사회는 존재한 바가 없으며, 여신의 신성이 강화되는 것이 인간 여성의 사회적 지위 향상으로 이어질 수 없다고 말한다. 엘러는 여성과 남성이 조화롭고 평등하게 산 태고 시대의 발명은 “여성주의자가 질 필 요가 없는 짐이며, 지어서도 안 되는 것”이라고 주장한다. 엘러의 시각에 따르면, 이러한 모권적 미신은 공허함과 무관함으로 인한 공격의 여지를 남김으로써 여성주의 운동을 흐릴 따름이다.
그러나 엘러의 반대자들은 엘러가 반대 증거를 가치를 평가절하하고, 허수아비 논증을 펼쳤으며 많은 학자들의 저서를 이차 출처를 통해서 분석했을 뿐이라고 반박했다.

## 같이 보기
- 제3세대 여성주의